# Harald Küchler
Harald Küchler es un deportista alemán que compitió para la RFA en taekwondo. Ganó una medalla de bronce en el Campeonato Europeo de Taekwondo de 1982 en la categoría de +84 kg.

## Palmarés internacional
| Campeonato Europeo | Campeonato Europeo | Campeonato Europeo | Campeonato Europeo |
| Año                | Lugar              | Medalla            | Categoría          |
| ------------------ | ------------------ | ------------------ | ------------------ |
| 1982               | Roma (Italia)      | Medalla de bronce  | +84 kg             |